# Blackville
Blackville és una població dels Estats Units a l'estat de Carolina del Sud. Segons el cens del 2000 tenia 2.973 habitants.

## Demografia
Segons el cens del 2000, Blackville tenia 2.973 habitants, 1.145 habitatges i 800 famílies. La densitat de població era de 125,3 habitants/km².
Dels 1.145 habitatges en un 32,2% hi vivien nens de menys de 18 anys, en un 35,2% hi vivien parelles casades, en un 29,2% dones solteres, i en un 30,1% no eren unitats familiars. En el 27,4% dels habitatges hi vivien persones soles el 10,8% de les quals corresponia a persones de 65 anys o més que vivien soles. El nombre mitjà de persones vivint en cada habitatge era de 2,6 i el nombre mitjà de persones que vivien en cada família era de 3,16.
Per edats la població es repartia de la següent manera: un 29,2% tenia menys de 18 anys, un 8,9% entre 18 i 24, un 26,6% entre 25 i 44, un 23% de 45 a 60 i un 12,3% 65 anys o més.
L'edat mediana era de 35 anys. Per cada 100 dones de 18 o més anys hi havia 80,1 homes.
La renda mediana per habitatge era de 21.316 $ i la renda mediana per família de 28.537 $. Els homes tenien una renda mediana de 25.150 $ mentre que les dones 20.742 $. La renda per capita de la població era d'11.881 $. Entorn del 27% de les famílies i el 29,9% de la població estaven per davall del llindar de pobresa.

## Poblacions més properes
El següent diagrama mostra les poblacions més properes.